# Latham Island (Sansibar)
Latham Island, örtlich auch unter dem Namen Fungu Kizimkazi bekannt, ist eine kleine, relativ isolierte Insel im Sansibar-Archipel, Tansania.

## Geographie
Latham Island ist eine flache Koralleninsel 56 km südlich der Insel Sansibar und 64 km südöstlich von Daressalaam. Die Angaben über die Größe der Insel schwanken um den Faktor 15 zwischen 2000 Quadratmeter (0,2 Hektar) und 3 Hektar. Mit der größeren Fläche geht auch die Angabe einer Länge von 300 Metern einher.
Die Insel liegt inmitten einer flachen Bank, die von einem Saumriff umgeben ist. Deshalb wird sie auch als diejenige Insel Tansanias bezeichnet, die einem Atoll am nächsten kommt, wobei übersehen wird, dass das Land tatsächlich mindestens ein Atoll aufweist, nämlich Mnemba.

## Verwaltung
Die unbewohnte Insel wurde immer wieder von vorbeifahrenden Schiffen angesteuert. 1758 wurde sie von dem Schiff Latham der Britisch-Ostindischen Gesellschaft angesteuert, unter deren Namen sie heute bekannt ist.
Das Sultanat Sansibar erhob im 19. Jahrhundert Anspruch auf die Insel und gab einem seiner arabischen Bürger die Erlaubnis, hier Wrackteile und Strandgut zu bergen.
Vor dem Ersten Weltkrieg gab es einen Disput zwischen dem britischen Repräsentanten auf Sansibar und dem amtierenden Gouverneur von Deutsch-Ostafrika über die Insel. Beide Seiten beanspruchten das Recht, den Abbau von Guano zu kontrollieren. Es blieb bei einem Briefwechsel. Im April 1912 besuchte der amtierende Gouverneur Methner die Insel.
Latham Island wird heute von der Republik Sansibar als Teilstaat Tansanias beansprucht und verwaltungsmäßig zur Region Unguja Kusini gezählt.
Allerdings erheben auch die Behörden der Zentralregierung Tansanias auf dem Festland den Anspruch auf die Hoheit über die Insel. Dies ergab mehrfach Konflikte um die Gültigkeit von Genehmigungen für Sportfischer. Seit der Entdeckung von Ölvorkommen vor der tansanischen Küste und der Vergabe von Prospektionsrechten ist der Konflikt auch im Parlament von Sansibar zur Sprache gekommen.